# Genesis Live
Genesis Live je první koncertní album britské progresivní rockové skupiny Genesis. Jeho nahrávání probíhalo během dvou koncertů 24. a 25. února 1973 a vyšlo v červenci stejného roku ve Spojeném království u vydavatelství Charisma Records, ve Spojených státech pak vyšlo u Buddah Records. V reedici pak album vyšlo v roce 1994 u vydavatelství Virgin Records v Evropě a Atlantic Records v USA. V britském žebříčku se album dostalo na devátou příčku a v žebříčku vydrželo celkem deset týdnů.

## Seznam skladeb
| Pořadí         | Název                           | Autor                                                                   | Délka |
| -------------- | ------------------------------- | ----------------------------------------------------------------------- | ----- |
| 1.             | Watcher of the Skies            | Tony Banks, Phil Collins, Peter Gabriel, Steve Hackett, Mike Rutherford | 8:34  |
| 2.             | Get 'Em Out by Friday           | Banks, Collins, Gabriel, Hackett, Rutherford                            | 9:14  |
| 3.             | The Return of the Giant Hogweed | Banks, Collins, Gabriel, Hackett, Rutherford                            | 8:14  |
| 4.             | The Musical Box                 | Banks, Collins, Gabriel, Hackett, Rutherford                            | 10:56 |
| 5.             | The Knife                       | Banks, Gabriel, Anthony Phillips, Rutherford                            | 9:47  |
| Celková délka: | Celková délka:                  | Celková délka:                                                          | 46:44 |

## Obsazení
- Peter Gabriel – zpěv, flétna, tamburína
- Steve Hackett – sólová kytara
- Tony Banks – Hammondovy varhany, Mellotron, pianet Hohner, dvanáctistrunná kytara, doprovodný zpěv
- Mike Rutherford – baskytara, basové pedály, dvanáctistrunná kytara, doprovodný zpěv
- Phil Collins – bicí, doprovodný zpěv